# Александров Павло Олександрович
Павло Олександрович Александров (стар. Павелъ Александровичъ Александровъ
, рос. Павел Александрович Александров; 1866, Петербург — 24 вересня 1940, Москва) — юрист і державний службовець Російської імперії, статський радник. Розслідував найбільш сенсаційні злочини кінця XIX — початку XX століття, що набули широкого висвітлення в засобах масової інформації.

## Життєпис
Народився в міщанській родині.
У 1890 р. завершив навчання на юридичному факультеті Петербурзького університету. Отримав посаду дільничного судового слідчого (1-а дільниця Петербурзького окружного суду), на якій він пропрацював п'ятнадцять років з невеликою перервою. У 1895 р. виконував обов'язки прокурора в Мітавському окружному суді. Знову повернувся на слідчу роботу. З 1897 р. служив у Петербурзькому окружному суді — спочатку слідчим, з 1909 р. слідчим у найважливіших справах, з 1916 р. — слідчим з особливо важливих справ у Петроградському суді. Розслідував замах на життя прем'єр-міністра С. Ю. Вітте (довів у 1907 р. причетність до цього злочинців на державній службі у «царській охранці»), отруєння доктором Панченком Бутурліна, убивство артистки Тімме, справи Орлова-Давидова та артистки Пуаре, аферистки Ольги Штейн, педагога-розпусника Дю-Лу, про загибель сина адмірала Кроша, про пожежу в Петербурзькому народному домі з вини Принца Ольденбурського та інші. Він заслужив репутацію неупередженого й відданого істині криміналіста, мав політичну незаангажованість, що забезпечило суспільну довіру результатам його слідства.
На початку 1917 р. П. Александров був викладачем «техніки виробництва розслідування у шпигунських справах» на курсах з контррозвідки при Головному управлінні Генерального штабу Російської імперії. У досудовому слідстві про державну зраду громадянина Російської імперії В. Леніна та більшовиків П. Александров в 11-у томі справи долучив свідчення начальника центрального відділу контррозвідки при Головному управлінні Генерального штабу Медведєва, а 13-й том — повністю складений з агентурного матеріалу.
Після Лютневої революції 1917 р. міністр юстиці Скарятін скерував його в Надзвичайну слідчу комісію, він розслідував діяльність «Союзу російського народу», справу Манасевича-Мануйлова, Белецього, Протопопова та інших. У липні 1917 р. направлений у слідчу комісію з розслідування «липневих подій» 3-5 числа липня місяця (будівля контррозвідки на Воскресенській набережній була двічі за день атакована — головною метою більшовиків було захоплення архіву контррозвідки при Головному управлінні Генерального штабу Російської імперії, де містилися документи викриваючі антидержавну діяльність більшовиків). Саме контррозвідка надала судовому слідчому Санкт-Петербурзького окружного суду Александрову П. О. декілька шаф листування та телеграм, що компрометували громадян Російської імперії більшовиків та В. І. Леніна. Саме Александрову Павлу Олександровичу було доручено пред'явити офіційне державне обвинувачення В. І. Леніну на підставі «злочинного діяння передбаченого 51, 100 і 1 п. 108 ст. Кримінального Укладення Російської імперії».
У середині квітня 1917 р. відкрив провадження кримінальної справи проти Леніна та більшовиків, 17 жовтня 1917 р. допитав останнього свідка — Алексєєва. Справу стосовно більшовиків так і не завершили, оскільки під слідством майбутній підсудний Ленін влаштував державний переворот саме в жовтні 1917 р., коли було призначено офіційне засідання суду в його справі. Александров офіційно і законно довів провину громадянина Російської імперії Ульянова В. І. (Леніна) та його подільників з «пломбованого вагону». Ця кримінальна справа була настільки важливою, що конфіскація його 21-го тому була першим наказом нового уряду СРСР, а другий по черзі — штурм Зимового палацу, резиденції Тимчасового уряду Російської імперії.
Після Жовтневого державного перевороту 1917 р. високі професійні якості юриста П. Александрова оцінили в СРСР — став керівником контрольно-ревізійного відділу з палива в Петрограді, потім завідував загальною канцелярією Головного управління примусових і громадських робіт у Москві, був діловодом, завідувачем господарством і скарбника у військовій частині в Уфі, юрисконсультом торгово-промислової контори і контори «Глав.сахар», та ін..
21 жовтня 1918 р. П. Александрова заарештували органи ВЧК за його сумлінне виконання службових обов'язків на державній службі в Російській імперії (арештовували на станції Веймарн «Балтійської залізниці»). Разом із зятем його ув'язнили в концтабір з формулюванням — «до закінчення громадянської війни» (на два роки); його доньку випустили на свободу. А 26 липня 1919 р. за клопотанням Дем'яна Бєдного на ім'я Ф. Дзержинського зятя (Анатолія Жданова) звільнили.
У 1925 р. давав знову пояснення радянським правоохоронним органам (ОГПУ). На той період він працював завідувачем відділу злочинів на «Жовтневій залізниці» в Москві. 5 квітня 1928 р. заарештований і поміщений у в'язницю. Засуджений до 5 років ВТТ і відправлений до концтабору. На початку 1929 р. його дружина подала клопотання у «Помполіт» (Політичний Червоний Хрест) для облегшування репресії. У справі П. Александрова (архів ФСБ РФ) збереглась записка Луначарського А. В. 1929 року:
|  | «Цим підтверджую, що Александров П. А. під час перебування судовим слідчим з особливо важливих справ при уряді Керенського вів мою особисту справу і показав себе при цьому людиною абсолютно коректною і об'єктивною. Нарком освіти Луначарський». |

У 1932 р. був достроково звільнений з табору і висланий на термін, що залишався, до Сибіру. У середині 1930-х рр. після звільнення повернувся до Москви, працював юрисконсультом у конторі постачання Головного управління цукрової промисловості Наркомату харчової промисловості. 17 січня 1939 р. взятий під варту НКВС (секретний Наказ НКВС № 00447 про репресії).
17-18 листопада 1939 р. в СРСР заарештований уночі без відкриття провадження кримінальної справи, з порушенням постанови Президії ЦВК СРСР від 2 листопада 1927 р. «Про амністію в ознаменування 10-річчя Жовтневої революції». Бо було клопотання органів держбезпеки щоби не застосовувати щодо Александрова П. О. амністію, що затвердила Прокуратура СРСР 22 травня 1939 р., і було рішення про це Президії Верховної ради СРСР 11 листопада 1939 р.. На момент арешту працював юридичним консультантом в конторі постачання. Александров з гідністю тримався на допитах. 16 липня 1940 р. закрите засідання Військової колегії Верховного суду СРСР вирішило його розстріляти, що зробили 24 вересня 1940 р.. Похований на Донському кладовищі (монастирський некрополь, у братській могилі 1, після «Донського крематорію»).
9 листопада 1993 р. Головною військовою прокуратурою РФ був реабілітований посмертно.
Кар'єра колеги П. Александрова юриста Андрія Вишинського склалася інакше, хоча він підписував наказ про арешт державного злочинця В. І. Ульянова (Леніна).. Оскільки Вишинський А. Я. всупереч «професійній етиці» вступив у політичну партію РСДРП до 1917 р., а його безпосередній керівник (міністр юстиції Російської імперії Павло Малянтович, член політичної партії РСДРП), порушуючи «таємницю слідства», попередив голову РСДРП Леніна про арешт для сприяння його втечі та переховуванню.

## Нагороди
за бездоганну службову діяльність
- Орден Святого Станіслава 3-го ступеня;
- Орден Святого Станіслава 2-го ступеня;
- медаль «у пам'ять царювання імператора Олександра III»;
- Бухарський орден Золотої Зірки 2-го ступеня[3][1].

## Особисте життя
Дружина — Катерина Іванівна Александрова (1875—?), мала середню освіту, домогосподарка. У 1929 р. — після відправлення чоловіка в концтабір — жила в родичів у П'ятигорську. Восени 1933 р. заарештована в П'ятигорську, 12 грудня 1933 р. засуджена до 3 років заслання в Сибір і відправлена в Томську область.